# Doratifera vulnerans
Doratifera vulnerans is een vlinder uit de familie van de slakrupsvlinders (Limacodidae). De wetenschappelijke naam is gepubliceerd in 1805 door Lewin.